# Joaquín Beltrán
Joaquín Beltrán (Osca, 1736 -1802) fou un organista i compositor aragonès. Després d'haver fet els estudis en la seva vila nadiua es traslladà a Saragossa on començà la seva carrera d'organista en la parròquia de El Portillo, passà a Madrid, on perfeccionà els seus coneixements. Serà organista a Calataiud i a la catedral del Burgo de Osma el 1764.
Conegut com a excel·lent compositor i executant de l'orgue, feu oposicions i guanyà la plaça d'organista de la catedral de Toledo substituint en Joaquín Martínez de Oxinagas en aquesta plaça. Compongué un gran nombre d'obres religioses, entre elles una sonata i tres llenos.